# Dépendance aux médicaments sur ordonnance
 Mise en garde médicale
La dépendance aux médicaments sur ordonnance est une pharmacodépendance résultant d'une utilisation chronique et répétée d'un médicament sur ordonnance, que cette utilisation soit conforme à une prescription médicale ou qu'elle y déroge, y compris via l'utilisation de l'ordonnance d'une autre personne,. Un médicament sur ordonnance est un médicament pharmaceutique qui ne peut être délivré sans une prescription médicale légale. Les médicaments de cette catégorie sont surveillés en raison de leur risque d’abus et de troubles liés à la consommation de substances psychoatives. Les classes de médicaments les plus fréquemment concernées sont les opioïdes, les dépresseurs du système nerveux central (SNC) et les stimulants du système nerveux central:5. En particulier, les opioïdes sur ordonnance sont le plus souvent consommés de manière abusive sous forme d’analgésiques sur ordonnance,.
Au cours de la dernière décennie[Laquelle ?], l'addiction aux médicaments sur ordonnance a été reconnue comme un problème majeur de santé publique et de sécurité publique à l'échelle mondiale, en raison de ses conséquences médicales et sociales. En particulier, les États-Unis ont déclaré l’état d’urgence de santé publique en raison de l’augmentation des cas de surdoses de médicaments en 2017. Depuis, de nombreuses organisations de santé publique ont insisté sur la nécessité de prévenir, de détecter précocement et de traiter la dépendance aux médicaments sur ordonnance afin de remédier à ce problème de santé publique.

## Causes et facteurs de risque
De nombreux facteurs de risque peuvent contribuer au développement d’une toxicomanie, notamment ceux liés au patient, les caractéristiques du médicament lui-même et la pratique de la surprescription.

### Facteurs liés aux patients
Des études ont révélé que les adolescents et les jeunes adultes sont particulièrement vulnérables à l'abus de médicaments sur ordonnance. Les personnes souffrant de douleurs aiguës ou chroniques, de troubles anxieux et de TDAH présentaient un risque accru de comorbidité liée à la dépendance. Un antécédent de consommation de drogues illicites et de troubles liés à l'usage de substances a systématiquement été identifié comme un facteur de risque pour l'abus de médicaments sur ordonnance.
L'abus d'analgésiques opioïdes est fréquemment associé à des troubles de santé mentale, notamment la dépression, le trouble de stress post-traumatique et les troubles anxieux,. Parmi les facteurs de risque de dépendance aux opioïdes et aux benzodiazépines, on retrouve le fait d'être de race blanche, de sexe féminin, de présenter des symptômes de trouble panique, d'autres symptômes psychiatriques, la dépendance à l'alcool et au tabac, ainsi qu'un antécédent de consommation de drogues illicites,,. La dépendance aux stimulants pharmaceutiques touche principalement les adolescents et les jeunes adultes,.

### Caractéristiques du médicament
Il a été prouvé que les patients recevant des médicaments pour traiter un problème de santé ou un trouble sont plus susceptibles de développer un abus de médicaments sur ordonnance et une dépendance, surtout lorsque le médicament prescrit fait partie des mêmes classes que les drogues illicites couramment utilisées. Par exemple, le méthylphénidate et les amphétamines appartiennent à la même catégorie de stimulants que la cocaïne et la méthamphétamine, tandis que l'hydrocodone et l'oxycodone appartiennent à la catégorie des opioïdes, au même titre que l'héroïne.
Les principaux facteurs pharmacologiques associés à la toxicomanie comprennent :
- fréquence élevée de consommation de drogues
- administration de doses élevées
- médicament à début d'action rapide
- médicament à forte puissance
- La co-ingestion de substances psychoactives ayant des profils pharmacologiques similaires (par exemple, sédatifs et alcool) ou différents (par exemple, stimulants et nicotine) peut entraîner un renforcement supplémentaire de la dépendance[10],[11],[21].

### Prescription excessive, rôle de l'industrie pharmaceutique et nomadisme médical
Les professionnels de la santé peuvent prescrire des médicaments de diverses manières qui contribuent, de manière involontaire et non intentionnelle, à l'abus de médicaments sur ordonnance:29. Ils peuvent prescrire des médicaments de manière inappropriée sous l'influence de patients mal informés, négligents ou trompeurs, en cédant à la pression des patients:29, ou en étant trompés par les laboratoires pharmaceutiques sur les qualités d'une substance (rapport risque efficacité).
L'une des formes de prescription excessive est la transformation en prescription au long cours d'un traitement initialement envisagé pour une durée courte. 
L'American Medical Association décrit quatre mécanismes par le biais desquels un médecin devient impliqué dans la surprescription dans son modèle des « quatre D » :
1. « Désuet » (en : Dated) : le médecin est dépassé en ce qui concerne les connaissances en pharmacologie ainsi que le diagnostic différentiel et la gestion des maladies.
2. « Dupé » (en : Duped) : le médecin peut se montrer vulnérable face à un patient manipulateur.
3. « Malhonnête » (en : Dishonest) : un médecin malhonnête peut être incité à rédiger des ordonnances pour des substances contrôlées en bénéficiant d'incitations financières.
4. « Handicapé » (en : Disabled) : un médecin ayant une incapacité médicale ou psychiatrique, de sorte qu'il adopte des normes "relâchées" dans la prescription de substances contrôlées[11],[23].

Les pratiques de surprescription mentionnées ci-dessus peuvent conduire à l’aggravation de la dépendance aux médicaments sur ordonnance.
Une personne peut également avoir accès à des médicaments sur ordonnance en pratiquant le nomadisme médical:29.Le nomadisme médical (en : "doctor shopping") décrit une pratique dans laquelle une personne recherche plusieurs sources de médicaments en rendant visite à différents praticiens de santé et en présentant une liste différente de plaintes à chaque praticien ; le patient parviendra ainsi à obtenir plusieurs prescriptions qu'il fera exécuter dans différentes pharmacies.

## Catégories de drogues couramment consommées

### Analgésiques opioïdes

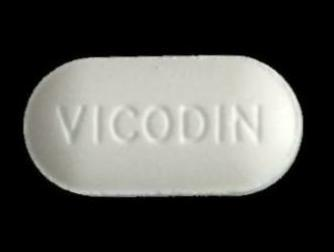
Vicodin est un analgésique contenant l'hydrocodone.

Les analgésiques opioïdes exercent des effets dépresseurs sur le SNC en se liant aux récepteurs opioïdes. Ses propriétés psychoactives peuvent potentiellement provoquer une sensation d'euphorie. Les évolutions dans les directives médicales en terme de gestion de la douleur, telles qu'une prescription plus généreuse d'opioïdes pour les douleurs chroniques, l'augmentation des doses prescrites et le développement de médicaments opioïdes plus puissants, contribuent de manière significative à l'épidémie actuelle de dépendance aux opioïdes sur ordonnance. Les exemples de médicaments opioïdes comprennent la morphine, la codéine, l'oxycodone, l'hydrocodone, le fentanyl, le tramadol et la méthadone.

### Stimulants
Les stimulants sont des médicaments qui augmentent la vigilance et l’attention. Dans de nombreux pays, cette classe de médicaments est régulièrement prescrite aux patients souffrant de troubles déficitaires de l’attention avec hyperactivité (TDAH),. En plus de prendre des doses de médicaments supérieures à celles prescrites, les utilisateurs de stimulants peuvent également les combiner avec des drogues illicites ou de l'alcool dans le but de provoquer une sensation d'euphorie. Les exemples de stimulants prescrits comprennent l'amphétamine, la dextroamphétamine, la méthamphétamine et le méthylphénidate.

### Anxiolytiques sédatifs-hypnotiques

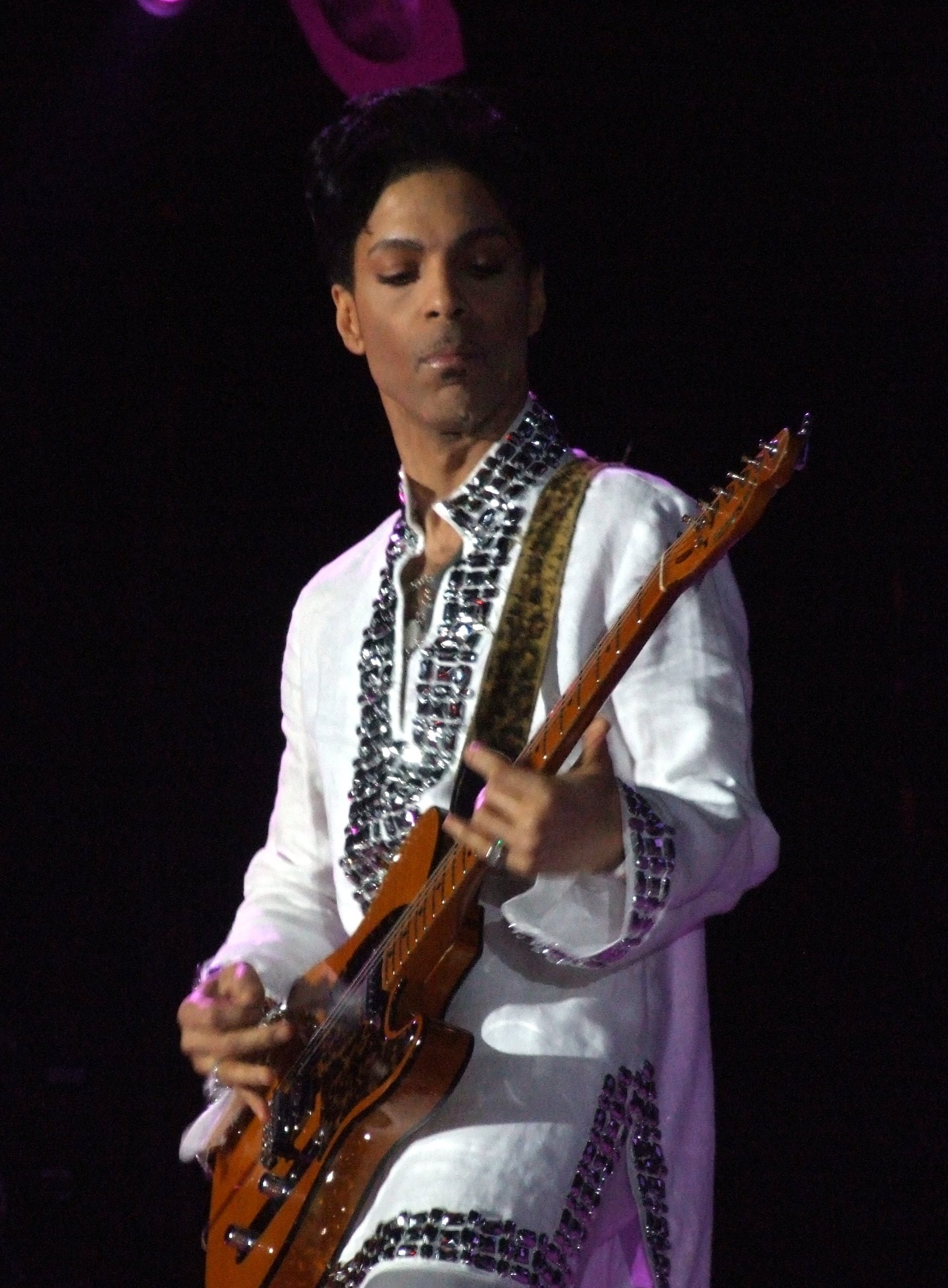
Le chanteur Prince était un utilisateur fréquent d'analgésiques et est décédé d'une overdose de fentanyl.

Les sédatifs ont des effets dépresseurs puissants et dose-dépendants sur le SNC. Ces médicaments exercent un effet calmant et peuvent également induire une somnolence. Les médicaments sédatifs-hypnotiques sont couramment prescrits à des fins anxyolitique ou pour aider à dormir.
Une classe majeure de sédatifs-hypnotiques provoquant une dépendance est celle des benzodiazépines, qui comprennent l'alprazolam, le diazépam, le clonazépam et le lorazépam.

## Conséquences
La dépendance aux médicaments sur ordonnance est généralement associée à des conséquences à la fois médicales et sociales.

### Conséquences médicales
Les différentes classes de médicaments ont des effets secondaires différents. Les affections médicales à long terme induites par les opioïdes comprennent les maladies infectieuses, l'hyperalgésie, le syndrome intestinal induit par les opioïdes, la leucoencéphalopathie liée aux opioïdes et le syndrome amnésique lié aux opioïdes. L’usage abusif de médicaments opioïdes prescrits est associé à une augmentation de la morbidité et de la mortalité.

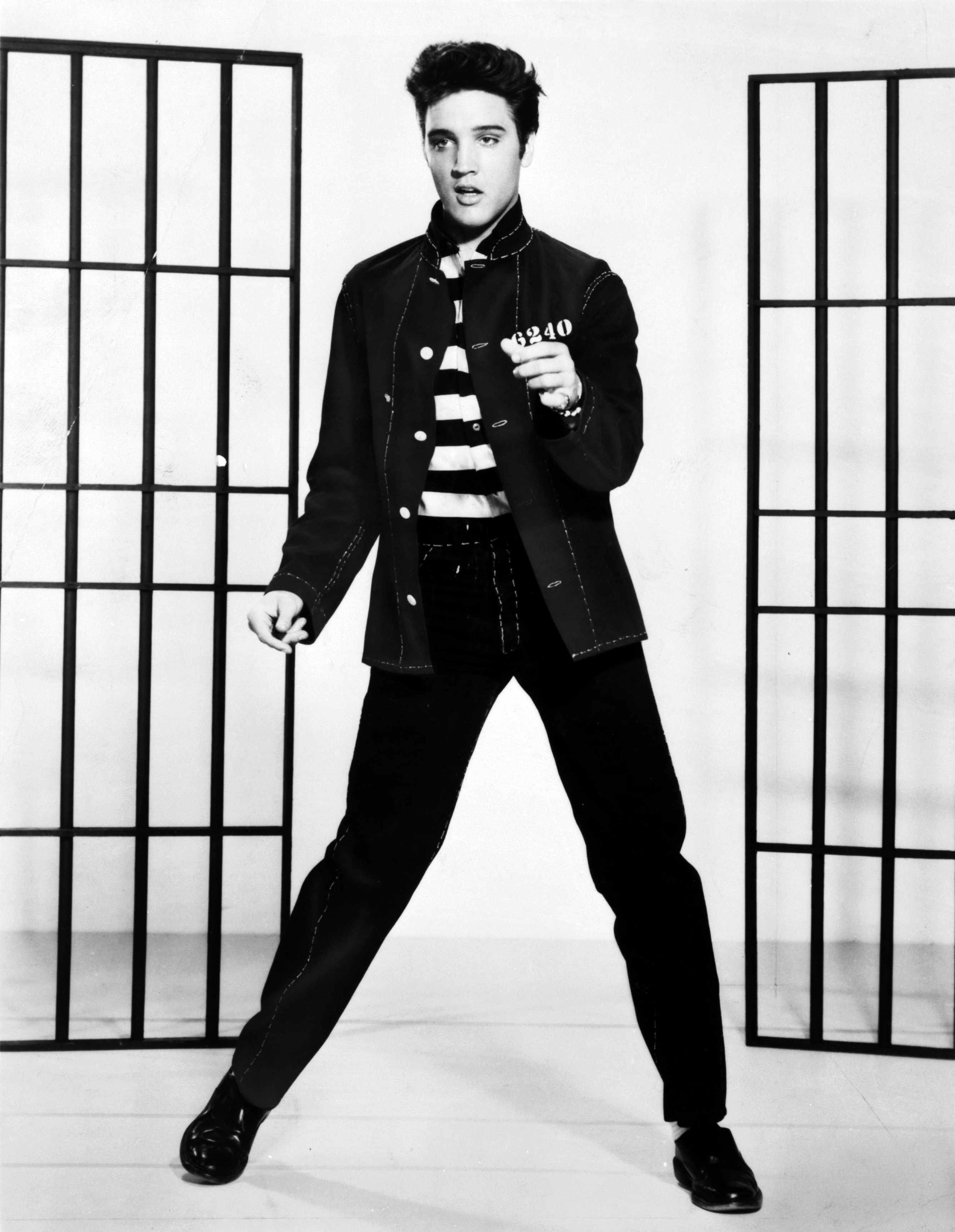
Elvis Presley, un célèbre chanteur américain, est décédé d'une dépendance de longue durée à une combinaison de médicaments contre la dépression.

Les syndromes de surdosage de stimulants peuvent se traduire par des tremblements, de la confusion, des hallucinations, de l'anxiété et des convulsions.
L'utilisation inappropriée de benzodiazépines sur prescription peut induire un nystagmus, un état de stupeur ou un coma, une altération de l'état mental (le plus souvent une dépression) et une dépression respiratoire.

### Conséquences sociales
La dépendance aux médicaments sur ordonnance entraîne également des conséquences sociales. En raison de l'impact sur le système nerveux central (SNC) provoqué par l'abus de médicaments, les individus sont plus enclins à avoir un mauvais jugement et à adopter des comportements à risque. La polytoxicomanie avec des drogues illégales ou récréatives est également courante. Il a été constaté que les adolescents souffrant d’une dépendance aux opioïdes présentent des taux plus élevés de comportements criminels au cours de l’année écoulée. Le risque d’accident de la route peut augmenter si l'état de conscience se trouve fortement réduit. La dépendance peut également détériorer les performances scolaires ou professionnelles et détériorer les relations.

## Diagnostic

### Signes et symptômes

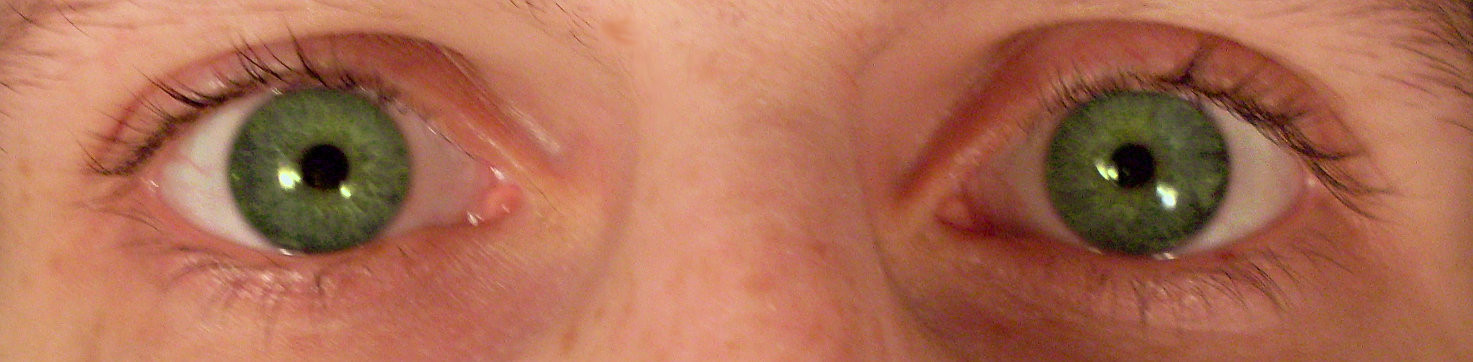
La myose est un symptôme de la consommation d'opiacés.

Les signes et symptômes de la dépendance aux opioïdes comprennent une diminution de la température corporelle et de la pression artérielle, une constipation, une diminution de la libido, une sensation d'euphorie ainsi que d'autres symptômes. À l’inverse, les personnes dépendantes aux stimulants ont souvent une pression artérielle, un rythme cardiaque et une température corporelle accrus, ainsi qu'une agrypnie et une perte d'appétit. Les stimulants peuvent également provoquer de l’anxiété et de la paranoïa. La dépendance aux benzodiazépines est diagnostiquée sur la base du syndrome de sevrage survenant après l'arrêt de l'utilisation régulière. Les symptômes de sevrage des benzodiazépines sont similaires à ceux de l'anxiété, notamment l'insomnie, l'excitabilité, l'agitation, les crises de panique, etc.

### Dépistage et tests
Des outils de dépistage à haute validité sont disponibles pour évaluer le risque d'abus d'opioïdes chez les patients, notamment le dépistage rapide de la dépendance aux opioïdes (RODS), l'échelle de gravité de la dépendance (SDS) et l'OWLS,.
Il existe une liste standardisée de critères diagnostiques fournis par le Manuel diagnostique et statistique des troubles mentaux pour les patients présentant des résultats de dépistage positifs. De plus, les tests urinaires de dépistage de drogues peuvent être une méthode précise pour mesurer des biomarqueurs spécifiques après métabolisation.

## Traitement

### Pharmacothérapies

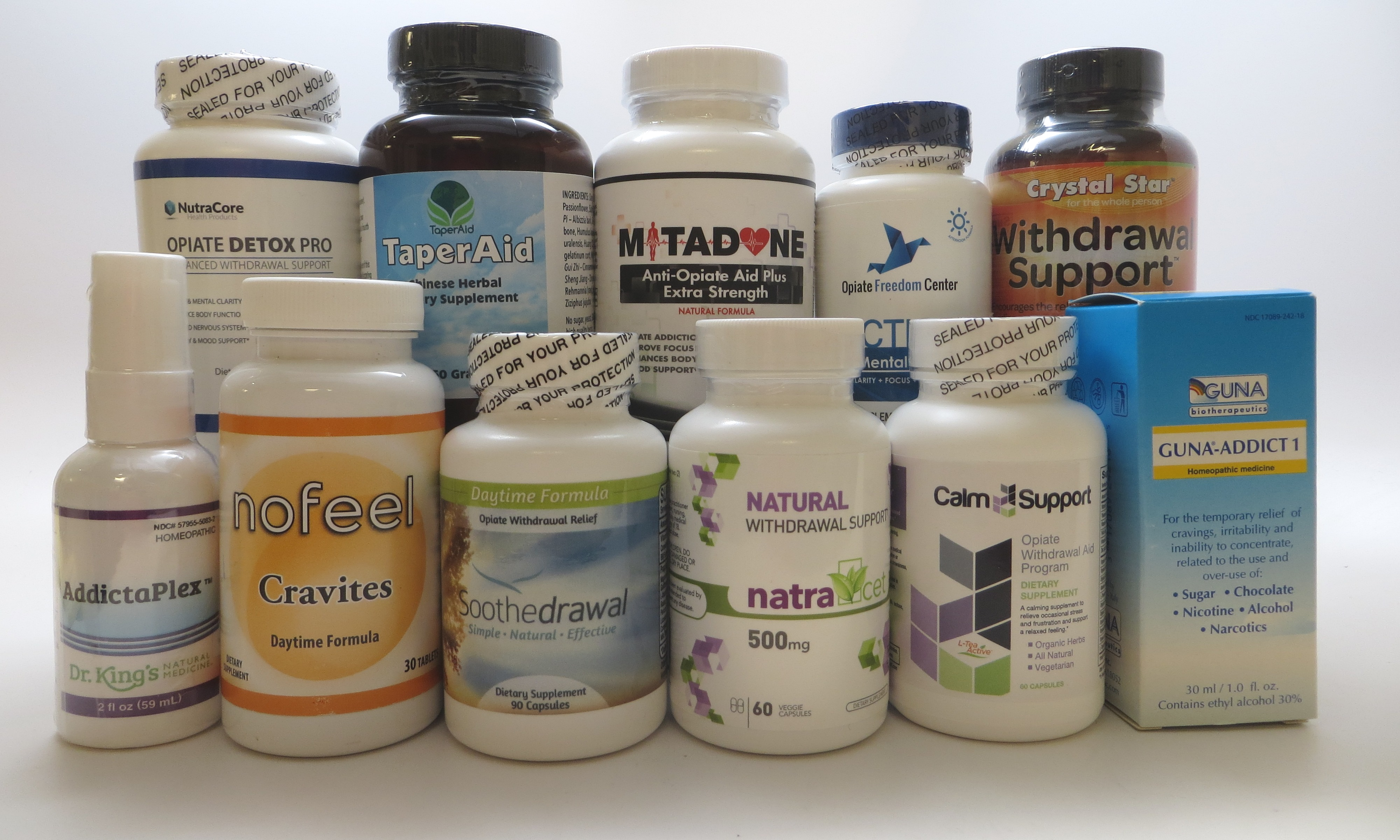
Différents produits de sevrage aux opioïdes

Lorsqu'un utilisateur chronique de médicaments sur ordonnance cesse soudainement de prendre un médicament addictif, il peut ressentir des symptômes de sevrage désagréables selon le type de médicament. Un utilisateur régulier d’opioïdes peut ressentir des symptômes de sevrage tels que des nausées et de la diarrhée. La désintoxication est une procédure qui vise à traiter les toxicomanes en sevrage avec de faibles doses d'un opiacé synthétique qui aide à réduire la gravité de leurs symptômes de sevrage:162. Ce type de pharmacothérapie avec un agoniste ou un antagoniste opioïde est largement adopté, associé à une psychothérapie d’appoint pour prévenir les rechutes. Les exemples de médicaments comprennent la méthadone, la naltrexone et la clonidine.
Actuellement, aucun médicament approuvé par la FDA n’est disponible pour la dépendance aux stimulants. Cependant, certains agents, dont le bupropion, la naltrexone et la mirtazapine, ont démontré des effets positifs dans le traitement de la dépendance aux stimulants de type amphétamine. Les inhibiteurs de l’acétylcholinestérase se sont révélés être une cible thérapeutique potentielle.
Il convient de noter que la dépendance aux benzodiazépines résulte souvent d’une polytoxicomanie, le plus souvent d’opioïdes. La désintoxication sous surveillance médicale reste le traitement de première intention pour la dépendance aux benzodiazépines. L’utilisation d’autres médicaments pour faciliter le sevrage n’a pas été bien développée.

### Thérapies comportementales
La thérapie cognitivo-comportementale et le modèle Matrix sont des options de traitement pour les toxicomanes aux stimulants qui se sont avérées efficaces pour prévenir les rechutes, même si les patients dépendants aux opioïdes peuvent ne pas bien répondre à la thérapie comportementale.

## Prévention
Les patients, les prestataires de soins de santé, le gouvernement, les entreprises pharmaceutiques et divers autres acteurs peuvent tous contribuer à la prévention de l'abus de médicaments sur ordonnance et de la dépendance qui en découle.

### Réglementation relative à la prescription de médicaments
En plus des systèmes existants de planification des substances contrôlées, de l’enregistrement obligatoire des prescripteurs, de l’éducation et de la formation, de nombreux gouvernements ont lancé diverses initiatives et réglementations pour minimiser l’usage abusif des médicaments sur ordonnance.
Par exemple, de nombreux prestataires de soins de santé sont légalement tenus de participer à des programmes locaux de surveillance des médicaments sur ordonnance (PDMP) pour suivre la consommation de médicaments par les patients. Les PDMPs nationaux sont efficaces pour réduire l’abus et le détournement de médicaments sur ordonnance et pour promouvoir des pratiques de prescription plus sûres pour les patients. Les PDMP sont efficaces contre le nomadisme médical et les incidents de surprescription,.
En outre, différentes régions ont créé des organismes spécialisés pour surveiller la toxicomanie et les réglementations qui y sont liées. L'Observatoire européen des drogues et des toxicomanies (OEDT) et le groupement d'intérêt public français OFDT ont été créés en 1993 pour fournir des informations sur la toxicomanie et ses conséquences,. De même, le gouvernement américain a fondé en 1974 l’Institut national sur l’abus des drogues (NIDA), dont le but est de réduire la toxicomanie et les incidents de surdoses. En 2016, les Centers for Disease Control and Prevention (CDC) ont publié leurs lignes directrices pour la prescription d'opioïdes contre la douleur chronique.

### Dépistage de la dépendance
Les troubles de dépendance touchent 20 à 50 pour cent des patients hospitalisés ; par conséquent, les médecins doivent intégrer des questions de dépistage de base dans tous les antécédents médicaux et examens physiques. Parmi les principaux outils d'évaluation fondés sur des données probantes, on trouve l'Addictions Neuroclinical Assessment, l'outil de dépistage de l'usage de drogues du National Institute on Drug Use, le questionnaire CRAFFT 2.0 et le Drug Abuse Screening Test (DAST-10).
Il existe de nombreux programmes pour aider les personnes dépendantes à parvenir à l’abstinence. Dans des pays comme le Brésil, les États-Unis et l'Inde, les patients toxicomanes peuvent être orientés vers des programmes en 12 étapes tels que les Alcooliques Anonymes, les Narcotiques Anonymes et les Pilules Anonymes,.

### Optimiser les traitements alternatifs
Des médicaments plus sûrs, non contrôlés et non addictifs constituent une alternative aux substances contrôlées. Par exemple, les formulations anti-abus sont des formulations de médicaments qui réduisent le caractère addictif d'une drogue et/ou empêchent son abus par inhalation ou injection. Il a été démontré que les formulations anti-abus réduisent la valeur illicite des drogues et éradiquent efficacement la toxicomanie,.
Les traitements non pharmacologiques avec des stratégies d’autogestion sont fortement recommandés, tels que les traitements comportementaux, les techniques de relaxation, la physiothérapie et la psychothérapie.

### Assurer l'observance du traitement
Les pharmaciens améliorent l'observance du traitement en conseillant les patients sur les instructions d'administration des médicaments et en les informant sur les effets secondaires potentiels liés aux médicaments. Néanmoins, les professionnels de la santé sont responsables de reconnaître les tendances problématiques dans l’utilisation des médicaments sur ordonnance. Ils peuvent également utiliser des programmes de surveillance des médicaments sur ordonnance (PDMP) pour suivre les habitudes de prescription et de distribution des médicaments chez les patients.
Du côté des patients, certaines organisations ont suggéré des moyens d’utiliser correctement les médicaments sur ordonnance. Par exemple, la directive du NIDA recommande aux patients de :
- suivre les instructions telles qu'expliquées sur l'étiquette ou par le pharmacien
- être conscient des interactions potentielles avec d'autres médicaments ainsi qu'avec l'alcool
- ne jamais arrêter ou modifier un schéma posologique sans en discuter au préalable avec le médecin
- ne jamais utiliser l'ordonnance d'une autre personne et ne jamais donner ses médicaments sur ordonnance à d'autres
- stocker dans un lieu sécurisé les stimulants, les sédatifs et les opioïdes sur ordonnance[20].

En outre, la Food and Drug Administration (FDA) des États-Unis fournit des directives pour l’élimination appropriée des médicaments inutilisés ou périmés,.

## Épidémiologie
L'utilisation non médicale d'opioïdes sur ordonnance a été documentée dans de nombreux pays, notamment en Afrique de l'Ouest et du Nord, au Proche et Moyen-Orient et en Amérique du Nord.
En 2005, l'enquête nationale américaine sur la consommation de drogues et la santé (NSDUH) a démontré que 6,4 millions de personnes âgées de 12 ans ou plus avaient consommé des médicaments sur ordonnance pour des raisons non médicales au cours du mois précédent, notamment des analgésiques, des tranquillisants et des stimulants.
Entre 2006 et 2016, le poids total des stimulants prescrits aux États-Unis a presque doublé; cependant, la tendance à l’abus de stimulants sur ordonnance est en baisse progressive depuis 2017,.
En 2017, on estimait qu'environ 76 millions d'adultes aux États-Unis s'étaient vu prescrire des opioïdes au cours de l'année précédente, 12 % d'entre eux ayant signalé une mauvaise utilisation d'opioïdes sur ordonnance entre 2016 et 2017. On estime que plus d'un million d'Américains ont abusé de stimulants sur ordonnance, 2 millions d'analgésiques sur ordonnance, 1,5 million de tranquillisants et 271 000 de sédatifs pour la première fois au cours de l'année écoulée.

### Royaume-Uni
Au Royaume-Uni, les décès par overdose de Tramadol (un analgésique opioïde synthétique) ont atteint 240 par an en 2014.

### Europe
En Europe, la méthadone est le médicament de substitution aux opioïdes le plus prescrit, représentant environ 63 % des clients traités par substitution, suivi de 35 % des clients traités par des médicaments à base de buprénorphine. En moyenne, 6 % des étudiants de l'UE et de Norvège ont déclaré avoir consommé au cours de leur vie des sédatifs ou des tranquillisants sans prescription médicale. En 2019, on a observé une tendance à la hausse de la dépendance aux opioïdes sur ordonnance en Europe. Les amphétamines et les méthamphétamines sont des drogues stimulantes couramment utilisées en Europe, même si les amphétamines étaient plus fréquemment prescrites. La consommation de méthamphétamine a traditionnellement été limitée à la République tchèque et à la Slovaquie, bien qu'il y ait eu des signes d'augmentation dans d'autres pays européens.

### Asie
Par rapport à l’Occident, l'Asie-Pacifique dispose de peu de données sur l’abus de médicaments sur ordonnance. Cependant, l'Office des Nations Unies contre la drogue et le crime a déclaré que l'abus de médicaments sur ordonnance est une épidémie croissante parmi les consommateurs de drogues récréatives en Asie du Sud. Bien que les études pertinentes en Chine soient limitées, elles ont révélé une prévalence similaire d'abus de médicaments sur ordonnance chez les adolescents et les jeunes adultes, soit respectivement 5,9 % et 25,9 %. La plupart des études asiatiques, notamment celles menées au Japon, en Thaïlande et à Singapour, ont révélé l’existence d’un usage abusif de médicaments sur ordonnance en Asie, mais leurs taux de prévalence se sont avérés inférieurs à ceux rapportés dans les pays développés occidentaux. En 2019, on a observé une tendance à la hausse de la dépendance aux opioïdes sur ordonnance en Inde.

### Afrique du Sud
Par rapport aux États-Unis, la prévalence de la consommation de drogues illicites (y compris les médicaments sur ordonnance) en Afrique du Sud est relativement faible. L'abus de médicaments sur ordonnance et de médicaments en vente libre représente ensemble 2,6 % de toutes les substances illicites primaires admises dans les centres de traitement de la toxicomanie en Afrique du Sud. Cependant, la consommation de drogues illicites au cours de la vie, qu'il s'agisse de médicaments sur ordonnance ou en vente libre, était la plus élevée chez les adolescents, avec un taux de prévalence de 16 %, suivis des inhalants, des drogues de boîtes de nuit et autres.